# 泥蛺蝶屬
泥蛺蝶屬（學名：Antillea）是蛺蝶亞科網蛺蝶族中的一個屬。物種分佈於安地列斯群島。

## 物種
- 泥蛺蝶 Antillea pelops
- 紅豹泥蛺蝶 Antillea proclea